# Hiroko Ōta

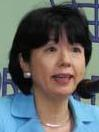
Hiroko Ōta

Hiroko Ōta (jap. 大田 弘子 Ōta Hiroko; * 2. Februar 1954 in Kagoshima, Präfektur Kagoshima) ist eine japanische Wissenschaftlerin und Politikerin. Seit 2022 leitet sie die Seisaku Kenkyū Daigakuin Daigaku (engl. National Graduate Institute for Policy Studies). Von September 2006 bis August 2008 war sie als Nichtmitglied des Parlaments im ersten Kabinett Abe Ministerin beim Kabinettsamt für Wirtschafts- und Steuerpolitik.
Ōta studierte Soziologie an der Hitotsubashi-Universität. Von 1976 bis 1981 war sie beim Perlenunternehmen Mikimoto angestellt. Anschließend arbeitete sie in der Forschung, zunächst für das Seimei hoken bunka center (生命保険文化センター englisch Japan Institute of Life Insurance), zwischen 1993 und 2002 dann an den Universitäten Osaka, Saitama und schließlich als Professorin an der Seisaku Kenkyū Daigakuin Daigaku. 2002 wurde Ōta Beraterin für Wirtschaftspolitik im Kabinettsamt. Premierminister Shinzō Abe berief sie 2006 als Staatsministerin für Wirtschafts- und Steuerpolitik in sein Kabinett. Sie war eine von zwei Ministern, die nicht dem Parlament angehören – der andere war Hiroya Masuda. Bei der Kabinettsumbildung durch Yasuo Fukuda im August 2008 wurde Ōta nicht mehr wieder berufen.
Seit 2008 ist Ōta Professorin an der Seisaku Kenkyū Daigakuin Daigaku, von 2009 bis 2011 auch stellvertretende Rektorin, seit 2022 Rektorin.